# 实验语言学
實驗語言學乃是應用其他學科技能，如物理學，心理學，生理學的方法，科技，原理來測定語言的物理，心理，或生理的變化與定位。20世紀後，實驗語言學所運用的機器，如錄音機，Ｘ光機，聲譜儀，氣壓氣流器，顎位圖等，且用此機器得到的數據來對各種語言的研究作比較與描述。